# Distretto di Érd
Il distretto di Érd (in ungherese Érdi járás) è un distretto dell'Ungheria, situato nella provincia di Pest.